# 哈林高地戰役
哈林高地戰役（英語：Battle of Harlem Heights），是美國獨立戰爭期間英國與美國之間的一場戰鬥，發生於1776年9月16日。
9月15日基普灣登陸戰後，英軍佔據紐約市，而大陸軍則退守哈林高地。雖然北美英軍總司令威廉·何奧沒有打算即時進攻，喬治·華盛頓仍相信英軍的攻勢在即，派出斥候步兵監視。9月16日，英美雙方的斥候步兵相遇交火，大陸軍因寡不敵眾而撤回哈林高地。當英軍向前追擊之際，華盛頓派出新力軍正面迎擊，同時派部隊迂迴到英軍後方，意圖包圍英軍於谷地之內。雖然迂迴部隊因過早開火而攻擊了英軍右翼，卻迫使英軍撤退。後來英軍陸續增援至5,000人，卻被人數較少的大陸軍再次擊退，最後只能撤回南方。
哈林高地戰役後，大陸軍的士氣雖有所提升，但無助打破戰略上的困境。一個月後何奧派軍登陸沛爾岬，並且引發白原戰役，最終包圍了曼哈頓島的殘餘美軍。

## 背景
1776年9月15日，大陸軍在基普灣登陸戰落敗，撤到哈林高地的要塞。由於英軍聲勢浩大，喬治·華盛頓估計英軍會即時進攻，故此他派出湯馬斯·魯頓上校的精銳部隊，到南方偵察及搜集情報。魯頓曾經參與邦克山戰役，跟隨約翰·史塔克的新罕布夏州部隊出征；至於魯頓的部隊又名魯頓的遊騎兵，是大陸軍的第一支間諜部隊。
英軍方面，北美英軍總司令威廉·何奧並沒有打算即時進攻。雖然英軍在曼哈頓島已經有12,000人，但這批部隊卻分散在曼哈頓島南部，協助效忠派佔領紐約的軍事設施，無法向北進攻。故此，何奧繼續等待長島的援軍前來登陸，只派出偵察步兵北上。

## 交戰
9月16日早上，魯頓帶著150名步兵南下，遭遇到英軍400名輕步兵，雙方即時駁火。由於寡不敵眾，魯頓下領部隊撤回哈林高地。而英軍則派出超過600人增援，向北面追擊。這批部隊主要由別稱「黑衛隊」（Black Watch）的第42步兵軍團組成。
當英軍向北追擊之時，他們奏起了獵狐的軍樂（華盛頓在戰前是著名的狐狸獵人），引起大陸軍激憤。隨同魯頓出征的約瑟·李德返抵哈林高地後，即時馳馬上山，請華盛頓派兵迎擊。華盛頓構思了迎擊方案，先派出150人佯攻英軍，誘使他們進入哈林山下的谷地；接著派以色列·普特南及彌敦內爾·格連共帶1,000人，正面迎擊英軍；最後魯頓帶遊騎兵及維珍尼亞州的步兵，迂迴後方，將英軍包圍。
英軍不久便陷入華盛頓的圈套。當他們進入谷地之後，普特南與格連的步兵由前方的樹林冒出，雙方駁火。至於魯頓則由李德帶路，向英軍後方迂迴。不幸魯頓的步兵在潛行時過早開火，變成向英軍右翼射擊，令包圍策略失敗。英軍意識到自己即將被大陸軍包圍，即時向後方山地撤退，同時向追擊的大陸軍還火。魯頓在追擊期間被英軍射擊重傷，由李德背負返回哈林高地，最後傷重身亡。
登上山地後，英軍在農地的一處籬笆停下，一邊守備追擊的大陸軍，一邊向後方請求援兵。英國軍團的指揮官亞歷山大·列斯利見狀，陸續向北面增兵，而華盛頓也向前方派出援軍。英軍部隊不敵士氣大振的大陸軍，在交火兩小時後開始動搖，然後向後逃跑，最後在一處喬麥田再次停下列陣。稍後英軍的人數陸續增至5,000人，而華盛頓在慎重考慮後，也派出更多援軍，使大陸軍整體兵力增至1,800人。縱然英軍人數佔優，卻仍然無法擊退大陸軍，最後只好以「用盡彈藥」為由撤軍。大陸軍的部隊一度向南緊追，但華盛頓恐於墮入英軍陷阱，決定撤回哈林高地。

## 後續影響
哈林高地戰役後，大陸軍的士氣有所提升。何奧在官方報告指英軍共有14人死亡，154人受傷；但其參謀卻記錄了超過300人受傷。大陸軍亦有30人死亡及100人受傷。亨利·克林頓將落敗歸咎於英軍過於魯莽。至於華盛頓在審問英軍戰俘時，才得悉何奧本身沒有打算進攻。
不過，哈林高地戰役仍無助大陸軍打破困境。一個月後何奧派軍登陸沛爾岬，迫使華盛頓北上阻止。華盛頓在白原戰役落敗後逃往哈德遜河西岸，而何奧則由北面南下，最終包圍了曼哈頓島的殘餘美軍。華盛頓堡在11月16日的華盛頓堡攻城戰戰敗投降，接近3,000人被俘，對大陸軍構成沉重打擊。